# 卡塔赫納區
10°23′03″N 85°40′35″W / 10.38417°N 85.67639°W
卡塔赫納區（西班牙語：Cartagena District），是哥斯達黎加的行政區，位於該國西北部瓜納卡斯特省，由聖克魯斯縣負責管轄，面積75平方公里，海拔高度63米，2013年人口4,191人，人口密度每平方公里56人。